# Даурски жерав
Даурски жерав (Antigone vipio) е вид птица от семейство Жеравови (Gruidae). Видът е световно застрашен, със статут Уязвим.

## Разпространение и местообитание
Разпространен е в Китай, Монголия, Русия, Северна Корея, Южна Корея и Япония.